# La casa dei fantasmi (film 2003)
La casa dei fantasmi (The Haunted Mansion) è un film del 2003 diretto da Rob Minkoff.
La pellicola è basata sull'attrazione dei parchi a tema di Walt Disney Haunted Mansion.
Il film è uscito in Italia nel 2004.

## Trama
L'agente immobiliare Jim Evers è sempre troppo preso dal lavoro e dimentica il giorno del suo anniversario di nozze. Per placare la moglie Sara decide di concedersi un viaggio di famiglia con anche i figli ma, a seguito di una strana telefonata di invito per Sara al misterioso Maniero Gracey, decide di farvi tappa fiutando la possibilità di un affare. 
Una volta sul posto, la dimora si presenta subito, in ogni dettaglio, come la classica casa stregata. Gli Evers sono invitati a cena dal sinistro maggiordomo Ramsley e vengono presentati al padrone di casa Edward Gracey. Questi si dimostra da subito stranamente ossessionato da Sara. A causa di un violentissimo temporale tutta la famiglia è costretta a passare la notte nella villa. Jim, pensando di nuovo ai suoi affari, inizia a vagare per le stanze buie e si ritrova all'interno dello studio del signor Gracey, dove scopre un passaggio segreto. I bambini invece vengono attratti da una strana sfera luminosa fluttuante che li conduce a un ritratto di una donna identica a Sara. Mentre osservano il quadro vengono trovati da due domestici che li nascondono da un minaccioso Ramsley venuto a cercarli. Dai loro discorsi si capisce finalmente la loro natura di spettri.
Sara intanto fa amicizia con Edward dove questi le racconta la triste storia del maniero.
Jim e i ragazzi, riunitisi alla fine del passaggio segreto, scoprono grazie alla veggente Madame Leota che per rompere la maledizione devono trovare una chiave nascosta in una bara all'interno del cimitero di famiglia. Jim e i ragazzi riescono a recuperarla sfidando i cadaveri del mausoleo tornati in vita. Una volta trovata, Leota li conduce nella soffitta della villa dove con la chiave apre un baule in cui trovano la vera lettera di Elizabeth. Ramsley, la vera regia malefica, rivela a Jim l'oscuro segreto che si nasconde dentro al maniero: egli disapprovava l'amore del suo padrone per Elizabeth (la ragazza del quadro) e l'aveva avvelenata, mascherando l'assassinio con una falsa lettera di addio e provocando così il disperato suicidio di Edward. Tuttavia per spezzare la maledizione che da allora li costringe a vagare nel maniero intende far sposare Sara con Edward, facendogli credere che ella è in realtà la reincarnazione di Elizabeth. Jim cerca di fermarlo ma Ramsley lo butta fuori di casa mentre chiude i suoi figli in un baule. E per far si che non lo intralci sigilla tutte le porte e le finestre.
Sara spaventata da Edward che continua a insistere che lei sia Elizabeth cerca di scappare ma Ramsley la minaccia di far del male ai suoi figli se non accetterà di prendere parte al matrimonio. Temendo per la vita dei suoi bambini Sara è costretta ad accettare la cosa, indossa l'abito da sposa e le nozze tra lei ed Edward iniziano. Jim aiutato da Madame Leota usando la macchina riesce a rientrare in casa sfondando la finestra, liberare i figli e a interrompere la cerimonia rivelando a Edward tutta la verità su ciò che ha fatto Ramsley che viene inghiottito dagli inferi e cerca di trascinare Jim con lui, ma Edward lo salva mentre il maggiordomo scompare. Purtroppo Sara è stata avvelenata con il calice e sembra la fine, ma viene salvata dalla sfera luminosa che si rivela essere lo spirito di Elizabeth. Edward e Elizabeth possono finalmente riunirsi, ma prima di salutare per sempre i suoi salvatori, Edward dona loro la proprietà. La maledizione è cessata e finalmente Edward, Elizabeth e tutti gli altri fantasmi si liberano dalla loro schiavitù terrena e ascendono al cielo.

## Produzione

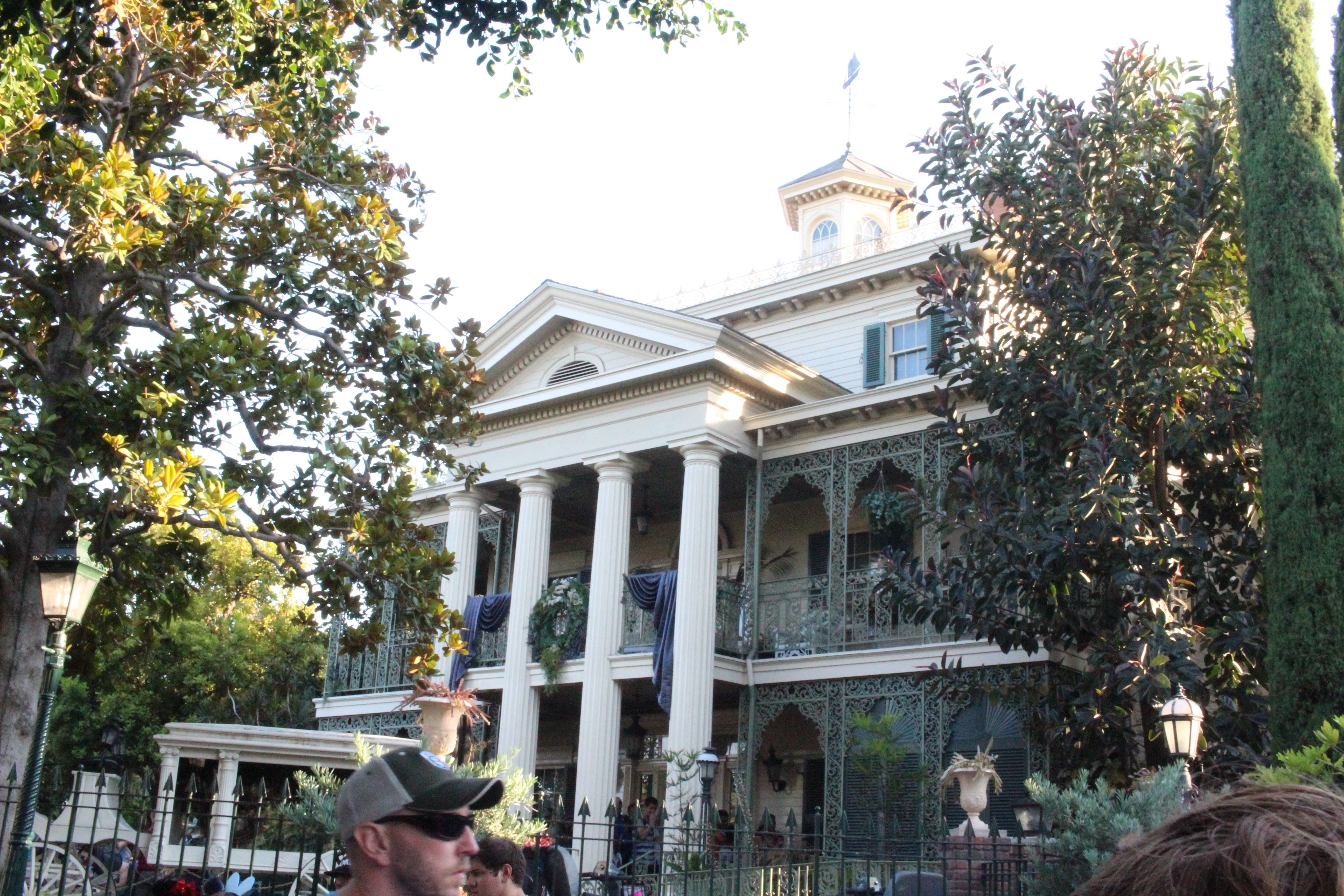
L'attrazione Haunted Mansion a Disneyland, da cui il film trae diretta ispirazione

La pellicola è stata realizzata principalmente in California, fra: Los Angeles, Santa Clarita ed i Walt Disney Studios di Burbank; una parte delle scene venne anche realizzata a New Orleans, Louisiana.

## Accoglienza

### Incassi
A fronte di un budget di 90 milioni di dollari la pellicola ne incassò 180 in tutto il mondo.

### Critica
Il film è stato stroncato sia dalla critica che dal pubblico, su Rotten Tomatoes il film ha una percentuale di gradimento del 13% sulla base di 142 recensioni.

## Riconoscimenti
- 2004 - Saturn Award
  - Nomination Miglior trucco a Rick Baker, Bill Corso e Robin L. Neal
- 2004 - Annie Awards
  - Nomination Migliori effetti animati a David Stephens
- 2004 - Kids' Choice Award
  - Nomination Miglior attore protagonista a Eddie Murphy

- 2004 - Young Artist Awards
  - Miglior attrice giovane non protagonista a Aree Davis
  - Nomination Miglior attore giovane non protagonista a Marc John Jefferies

## Altri media

### Videogioco
Un videogioco basato sull'attrazione presente nel film fu pubblicato prima dell'uscita delle sale in America per le console PlayStation 2, GameCube e Xbox.

### Reboot
Nel luglio 2010, è stato annunciato che un adattamento cinematografico reboot basato sul film originale La casa dei fantasmi (2003) della Disney era in fase di sviluppo per la Walt Disney Pictures, con Guillermo del Toro come sceneggiatore e produttore. Il film è rimasto in fase di sviluppo fino a quando Ryan Gosling non ha avviato le prime trattative per recitare nell'aprile 2015, mentre D.V. DeVincentis è stato assunto per riscrivere la sceneggiatura. Nel settembre 2016, Brigham Taylor è stato assunto come produttore aggiuntivo.
Nell'agosto 2020, è stato annunciato che la scrittrice Katie Dippold avrebbe scritto una nuova sceneggiatura e che Dan Lin e Jonathan Eirich avrebbero coprodotto. Justin Simien ha firmato come regista nell'aprile 2021, mentre gli attori Lakeith Stanfield (nel ruolo del protagonista Ben Matthias), Jared Leto (nel doppiaggio del Fantasma della Cappelliera), Jamie Lee Curtis (nel ruolo di Madame Leota), Rosario Dawson, Chase W. Dillon, Owen Wilson, Tiffany Haddish e Danny DeVito avevano tutti firmato per recitare entro l'ottobre dello stesso anno. Il film è uscito il 28 luglio 2023.